# Diversification menée par l'enfant

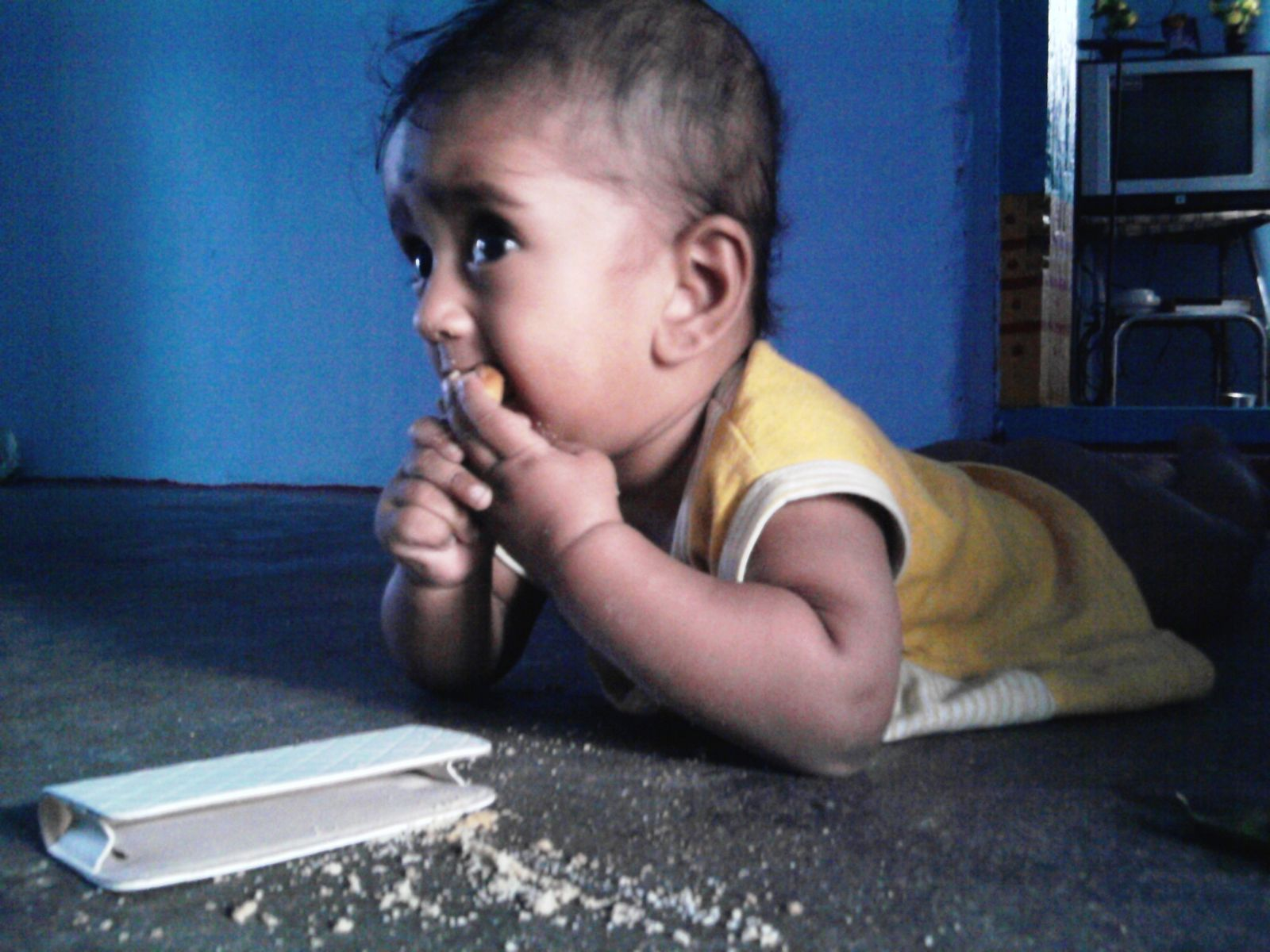
Un enfant mangeant avec les doigts.

La diversification menée par l'enfant (ou DME), est une méthode d'introduction de la nourriture chez les bébés, qui consiste à le laisser faire ses première expériences gustatives avec des aliments entiers et peu transformés et à le laisser manger seul les aliments avec les doigts.
Malgré une popularité grandissante, l'intérêt de cette méthode reste largement hypothétique et n'a été que très peu avéré par la recherche médicale et scientifique.

## Principes
L'enfant est encouragé à explorer la nourriture par lui même, à découvrir les goûts et les textures, ce qui lui permet de développer sa motricité fine et sa coordination main-bouche.
À la naissance, les bébés ont un réflexe d'extrusion ou haut-le coeur lorsqu'ils introduisent des objets dans la bouche, la langue poussant l'objet hors de la bouche. En grandissant, celui-ci disparaît et lui permet alors d'avaler des aliments de taille et de texture appropriée.
L'alimentation principale d'un enfant étant le lait jusqu'à 1 an, la diversification peut se faire très progressivement, et il ne faut pas se soucier des calories absorbées à cet âge. L'enfant sait très bien gérer par lui même la sensation de satiété et gère son appétit.

### Aliments proposés
Les aliments proposés doivent être faciles à attraper, mous et d'une taille pas trop petite (par exemple carotte cuite, demi-banane, quartier d'avocat...)

## Précautions
- L'enfant doit être prêt physiologiquement (il doit pouvoir porter des aliments à sa bouche, les écraser avec sa langue, et idéalement savoir tenir assis seul)[2].
- Il doit être assis avec le dos droit, soit sur une chaise soit sur les genoux d'un adulte. S'il est incliné en arrière, il y a plus de risque de fausse route[4].
- Il doit toujours être sous la surveillance d'un adulte. Il faut en effet pouvoir réagir rapidement pour libérer ses voies aériennes dans le cas où il ferait effectivement une fausse route.

## Avantages et inconvénients
Des recherches montrent que les enfants se nourrissent avec plus d'entrain par la suite, ont moins de risque d'obésité, et moins de risque d'étouffement avec des objets.
L'enfant peut partager le repas des parents (à la condition que ceux-ci mangent sainement), il n'y a donc pas de purées à préparer ou acheter.
Cette méthode est par contre beaucoup plus salissante, l'enfant pouvant jeter et étaler la nourriture plus facilement. L'enfant mangeant à un rythme plus lent, le repas prend également plus de temps.

## Histoire
La diversification menée par l'enfant a pu être utilisée par de nombreuses cultures, mais son usage est devenu connu en occident récemment grâce à Gill Rapley et son ouvrage Baby-Led-Weaning qui a permis de populariser la DME sous ce terme anglais dans tous les pays anglophone depuis 2001.
Le Canada recommande officiellement les finger foods comme méthode de diversification.
En Europe et aux États-Unis, la pratique se développe de plus en plus grâce aux parents en demande de plus de bienveillance dans leur éducation et dans l'alimentation de leurs enfants.
En France Christine Zalejski, docteure en biologie et experte en alimentation infantile depuis 2010 a édité le premier livre en France sur la DME qui a rencontré un grand succès. Elle a également publié un second ouvrage en pas à pas à l'usage des parents et des professionnels en s'attachant à y regrouper toutes les connaissances scientifiques sur le sujet.